# قائمة البهائيين المطرودين
البهائيون المطرودون هم أشخاص كانوا من أتباع الدين البهائي ولكن تم إعلانهم مطرودين من قبل رئيس الدين، وهو بيت العدل الأعظم حاليآ، على أنهم ناقضوا العهد .لا يزال بإمكان هؤلاء الأشخاص أن يعرفوا أنفسهم كبهائيين، لكن لم يعد يسمح لهم بالمشاركة في الأنشطة الرسمية للمجتمع البهائي، ولا يُشجع البهائيون على الارتباط الوثيق بهم.
في الفترة من عام 2000 إلى عام 2020، طردت الإدارة البهائية عشرين فردآ بهائيآ بسبب عدم ألتزامهم بالعهد البهائي بمعدل فرد واحد سنويًا.

## قائمة

### طردهعبد البهاء
- ميرزا محمد علي [2]
- إبراهيم جورج خيرالله

### مطرود من قبلشوقي أفندي
- روث بيركلي وايت (عشرينيات القرن العشرين) [3]
- هيرمان زيمر (عشرينيات القرن العشرين) [4]
- جوليا لينش أولين (1939)
- أحمد سهراب (1953) [5]

### بعد شوقي أفندي
- ماسون ريمي (1960) [6]
- ليلاند جينسن (1960)

## الاستشهادات
1. ↑  The World of the Bahá'í Faith… The Covenant 2022.
2. ↑  Johnson 2020، صفحة 8.
3. ↑  Johnson 2020، صفحة 202.
4. ↑  Johnson 2020، صفحة 203.
5. ↑  Johnson 2020، صفحة 206.
6. ↑  Johnson 2020، صفحة 33.

- Johnson، Vernon (2020). Baha'is in Exile: An Account of followers of Baha'u'llah outside the mainstream Baha'i religion. Pittsburgh, PA: RoseDog Books. ISBN:978-1-6453-0574-3.
- Heller، Wendy M. (2022). "Ch. 34: The Covenant and Covenant-Breaking". في Stockman، Robert H. (المحرر). The World of the Bahá'í Faith. Oxfordshire, UK: روتليدج (دار نشر). ص. 409–425. DOI:10.4324/9780429027772-40. ISBN:978-1-138-36772-2.